# Sara Torres (cantante)
Sara Torres (Estelí, 7 de octubre de 1966) es una cantautora nicaragüense de Música Católica Contemporánea, reside en los Estados Unidos.

## Biografía
Nació el 7 de octubre en la ciudad de Estelí, al norte de Nicaragua. Sus padres don Rosendo y Luisa Torres. Realizó sus estudios en el Colegio Nuestra Señora del Rosario en su ciudad natal. Vivió una adolescencia difícil a causa de la guerra en Nicaragua en los años de 1978 - 1979.

## Ministerio musical
En 1984, participó en el coro de la Parroquia Santa Catalina de Siena. Escribió su primera canción "María, enseñame a decir siempre sí" (Título original). Inició su ministerio en la música a tiempo completo en abril del año 2003. En septiembre de 1987, conoció a Juan Pablo II y le cantó "Las Mañanitas"; en el año de 1988, se integró al grupo  Movimiento Teresiano de Apostolado, en esa experiencia consideró el consagrar su vida como religiosa. En 1989, fue invitada a formar parte del grupo de rock Católico Rokka por Alberto Coppo; esta se desintegró en 1991.

## Discografía
- Pensando en Ti
- Pasión y Anhelo
- Nos vemos en la Eucaristía
- Punto y Aparte